# Аделхайд фон Валдек-Катценелнбоген
Вижте пояснителната страница за други личности с името Аделхайд.
Аделхайд фон Валдек (на немски: Adelheid von Waldeck; * ок. 1285/1290; † 1 септември 1329) е графиня от Валдек и чрез женитба графиня на Катценелнбоген от 1314 до 1329 г.
Тя е дъщеря на граф Ото I фон Валдек († 1305) и съпругата му София фон Хесен († 1331/1340), дъщеря на ландграф Хайнрих I фон Хесен († 1308) и първата му съпруга Аделхайд фон Брауншвайг-Люнебург († 1274). 
Аделхайд умира на 1 септември 1329 г. на около 39 години и е погребана в криптата на църквата „Св. Гоар на Рейн“.

## Фамилия
Аделхайд фон Валдек се омъжва на 23 януари 1314 г. за граф Вилхелм I фон Катценелнбоген (* 1270 или 1271; † 18 ноември 1331), вдовец на Ирмгард (Юта) фон Изенбург-Бюдинген († 1302/ 1303), син на Дитер V фон Катценелнбоген († 1276) и втората му съпруга Маргарета фон Юлих († 1292). Тя е втората му съпруга. Те имат децата:
- Йохан I (* пр. 1326; † ок. 1330)
- Юта (* 1315; † 1378), абатиса на манастирa Кауфунген
- Анна фон Катценелнбоген (1316 – 1350/1353)

(I.) ∞ 1329 г. за Йохан II фон Изенбург-Лимбург († 21 август 1336), син на Герлах II фон Лимбург
(II.) ∞ 1338 Филип VI фон Фалкенщайн († 1370/1373)
- Елизабет († 25 май 1383) ∞ 1330 граф Валрам фон Спонхайм-Кройцнах (1305 – 1380)
- Агнес фон Катценелнбоген (1318 – пр. 1338), сгодена за Филип VI фон Фалкенщайн
- Вилхелм II (* 1315; † пр. 23 октомври 1385), граф на Катценелнбоген (1332 – 1385)

(I.) ∞ 1339 графиня Йохана фон Мьомпелгард († 1347/1349)
(II.) ∞ 1355 Елизабет фон Ханау († 1396), дъщеря на Улрих III фон Ханау
- Дитер (* 1320; † 3 октомври 1350), абат на aбатство Прюм (1342 – 1350)
- Бертолд († сл. 1342), от 1342 свещеник в Герау
- Еберхард В (* ок. 1322; † 9 декември 1402) ∞ 1367 Агнес фон Диц (1324 – 1399), дъщеря на Герхард VI фон Диц (1298 – 1343)